# Colonia Hansen
Colonia Hansen es el nombre de un pequeño caserío ubicado en la zona rural del distrito de Los Quirquinchos, en la provincia de Santa Fe, Argentina.
La única forma de acceder al sitio es mediante caminos rurales tanto desde Los Quirquinchos, del que dista unos 12 km; como desde Berabevú, a unos 16 km, como desde San José de la Esquina, aproximadamente a 18 km.
No existe fecha cierta de fundación ni fundador, aunque se toma como fecha de creación de la colonia el año 1891, año en que el señor Ernesto Moni, reconocido como el primer habitante de Hansen, se asentó en el lugar. Hay noticias que ya e 1918 organizaban torneos del deporte de "Las Bochas", dado que hay medallas de premios que llegaron hasta nuestro días. 
En la colonia existe una escuela rural ―la Escuela N° 466―, una capilla dedicada a la Virgen del Rosario, un boliche de campo ―llamado El Dólar― y el Hansen Futbol Club, fundado en 1950, que es conocido por los bailes populares que allí suelen efectuarse. Además la colonia cuenta con una pequeña plazoleta con juegos infantiles.